# 사운드하운드
사운드하운드(영어: SoundHound)는 미국의 기업으로, 동명의 음악 인식 검색 응용 프로그램을 운영한다. 본사는 캘리포니아주 샌타클래라에 있다.

## 역사
2008년에 등장한 '멜로디스 코퍼레이션'(영어: Melodis Corporation)이 제작한 'midomi' 음원 검색 서비스를 2010년 리뉴얼 하게 되었고, SoundHound 라는 이름으로 변경하여 오늘날까지 이어져왔다. 초창기에는 멜로디를 흥얼거려 검색하는 서비스 위주로 운영하였고, '어디선가 들었던 노래를 기억나는 대로 흥얼거러 원곡을 찾을 수 있게 하는 서비스'가 많은 사람들이 주변에서 얼핏 들었던 노래의 원곡을 찾고 싶어하는 욕구를 해결할 수 있게 하여 인기를 끌었다.
대한민국에서는 스펀지에서 '노래 알려주는 신기한 사이트'라는 주제로 방영되어 대중들에게 알려지기도 하였다.

## 같이 보기
- 샤잠 (애플리케이션)
- midomi